# Rue Mayran
Pour les articles homonymes, voir Mayran.
La rue Mayran est une voie du 9e arrondissement de Paris, en France.

## Situation et accès
La rue Mayran est une voie publique située dans le 9e arrondissement de Paris. Elle débute square Montholon (rue La Fayette) et se termine au 12-16, rue de Rochechouart.

## Origine du nom
Elle porte le nom du général de division Joseph Décius Nicolas Mayran (1802-1855), tué en Crimée.

## Historique
La voie est ouverte par décret du 19 mars 1862 et prend sa dénomination actuelle par décret du 2 mars 1864.

## Bâtiments remarquables et lieux de mémoire
- L'écrivain Edgar Morin y est né le 8 juillet 1921[1].
- No 1 : ici se situait le siège historique de la CFTC puis de la CFDT.
- No 3 : cet hôtel fut réquisitionné durant l'Occupation pour servir de cantonnement aux troupes du détachement de Feldgendarmerie 903.
- No 5 : le Syndicat général de l'Éducation nationale y avait son siège jusqu'en 1990. Par métonymie, la « rue Mayran » désignait alors cette organisation syndicale.